# Tré (Benin)
Tré  ist ein Arrondissement im Departement Collines im westafrikanischen Staat Benin. Es ist eine Verwaltungseinheit, die der Gerichtsbarkeit der Kommune Dassa-Zoumè untersteht.

## Demografie und Verwaltung
Gemäß der Volkszählung 2013 des beninischen Statistikamtes INSAE hatte das Arrondissement 4799 Einwohner, davon waren 2223 männlich und 2576 weiblich.
Von den 93 Dörfern und Quartieren der Kommune Dassa-Zoumè entfallen 9 auf Tré :
1. Adjalè
2. Adjokan
3. Gankpètin
4. Itchégou
5. Itchogué-sotré
6. Kpékpédè
7. Lèma
8. Sèmè
9. Tchamissi-Laguêma-Atakéagbassa